# Bloquons tout
 (août 2025).
Bloquons tout, également nommé Tout bloquer, Tout bloquer le 10 septembre ou Bloquons tout le 10 septembre  est un mouvement de protestation non structuré et apparu en France en juillet 2025. Ce mouvement social spontané, prenant la forme d'un collectif apartisan, trouve son origine dans la diffusion des annonces budgétaires par François Bayrou pour 2026, et notamment la suppression de deux jours fériés, les coupes dans les services publics, et du gel des retraites. Le collectif se revendique sans affiliation politique ou syndicale et s'organise de manière horizontale, ce qui rappelle le mouvement des Gilets jaunes de 2018. 

## Historique
Le 15 juillet 2025, lors d’une conférence de presse, le premier ministre François Bayrou dévoile un plan strict de 43,8 milliards d’euros d’économies afin de ramener le déficit à 4,6 % du PIB en 2026, et propose la suppression de deux jours fériés : le 8 mai et le 20 avril, jour de Pâques. Dans sa réforme du système social, il lance des négociations sur l’assurance chômage et le droit du travail et présente le principe d’une allocation sociale unifiée. Il propose également de durcir les sanctions contre les retards de paiement entre entreprises, d’instaurer une taxe sur les petits colis pour « protéger les producteurs français » et d’exiger une implication financière accrue des collectivités locales dans la maîtrise des dépenses publiques. La transition écologique subit un gel temporaire des investissements au nom des économies, ce qui lui vaut des critiques, bien qu’il rappelle l’importance de la souveraineté énergétique.
La veille de ces annonces, le mot d'ordre appelant à « tout bloquer  » naît sur une boucle telegram. Puis en réaction aux annonces, il se propage sur internet et les réseaux sociaux, puis fédère progressivement des contestataires issus à la fois de la gauche radicale, de l’extrême droite, de collectifs « antisystème » issus des périodes de gilets jaunes et le Covid-19''''. Le 24 juillet, la date du 10 septembre se diffuse. Les mots d'ordre sont variés : meilleure rémunération, chute du gouvernement.  tout comme les moyens envisagés : grève, confinement volontaire, boycott de la consommation, notamment concernant les grandes entreprises, appel à retirer son argent des grandes banques, désobéissance , notamment en occupant des lieux symboliques comme les mairies et les préfectures. Le mouvement mise sur la création de caisses de grève et d'assemblées de quartier pour soutenir les actions'. Le collectif se revendique sans affiliation politique ou syndicale et s'organise de manière horizontale, ce qui rappelle le mouvement des Gilets jaunes de 2018''.
Le 16 août, La France insoumise de Jean-Luc Mélenchon publie un texte de soutien dans  La Tribune Dimanche''. Il s'agit de la première force politique à soutenir le mouvement. Aucun autre parti politique et aucun syndicat ne soutient le mouvement à cette date, la plupart préférant se tenir à distance ou exprimer leur méfiance''.